# Pielgrzymka
Pielgrzymka è un comune rurale polacco del distretto di Złotoryja, nel voivodato della Bassa Slesia.
Ricopre una superficie di 105,15 km² e nel 2004 contava 4 802 abitanti.